# 武田郁之輔
武田 郁之輔（たけだ いくのすけ、1973年12月18日 - ）は、放送作家。東京都大田区出身。青山学院高等部卒、青山学院大学法学部中退。青山学院大学硬式野球部を退部し、メジャーリーガーを目指して渡米。米大学の野球部に所属。数球団のトライアウトを受けるも不合格。日本に戻り、知人を通じて放送作家・高須光聖と出会い、TBSテレビ「ウンナンのホントコ!」で放送作家となる。

## 現在の担当番組
- よるのブランチ（TBSテレビ）

- プチブランチ（TBSテレビ）

- フリースタイル日本統一（テレビ朝日）

- News23（TBSテレビ）

- THE TIME,（TBSテレビ）

- 激闘ラップ甲子園（MXテレビ）

- 憧れの地に家を買おう（BS-TBS）

- スッバイは成功のもとTV（ABEMA）

- パリオリンピック中継（TBSテレビ）

## 過去の担当番組
- TBSテレビ
  - ウンナンのホントコ!
  - ウンナンの気分は上々。
  - 桂芸能社
  - フードバトルクラブ
  - ラブセン!
  - ブーケをねらえ!
  - サバイバー
  - ディスカバ!99
  - ぶっちゃけ!99
  - ウッチャきナンチャき
  - オオカミ少年
  - あざーっす!
  - 島田検定SUPER!!
  - ズバリ言うわよ!
  - 大御所ジャパン!
  - Goro's Bar
  - 恋するハニカミ!
  - 格闘王
  - アジア大会２０１４
  - G.I.ゴロー
  - K-1　WORLD　MAX
  - Dynamite!!
  - DREAM
  - HERO'S
  - 石坂浩二&タカトシのこんな人は危ない!
  - オリンピック（2008北京～）
  - 飛び出せ!科学くん
  - EXILE魂
  - 驚学番長
  - 人生変わる片付けTV！８割捨てる極少生活
  - 全世界極限サバイバル
  - 財宝伝説は本当だった
  - 芸能人は見た目が命！？
  - 全日本実業団対抗女子駅伝競走大会
  - さしこのくせに〜この番組はAKBとは全く関係ありません〜
  - 超平凡博士★タナカ
  - ハッピーエンド
  - あさチャン
  - ビビット
  - グッとラック！
  - ZOO-1グランプリ
  - どうなるでSHOW
  - まるっと!サタデー
- フジテレビ
  - 危機一髪!SOS
  - ザ・ジャッジ! 〜得する法律ファイル
  - 木梨ガイド・週末の達人
  - Dのゲキジョー 〜運命のジャッジ〜
  - エチカの鏡〜ココロにキクTV〜
  - GIVE&TAKE
  - CHOICE
  - 映像体験!イッキ見シアター(関西テレビ放送制作)
  - 知らなきゃよかったNEWS
  - アンタッチャブルのおバカワいい映像バトル
- テレビ朝日
  - ビートたけしの!こんなはずでは!!
- 日本テレビ
  - ひらめ筋GOLD
  - マルバレ!
- テレビ東京
  - そうだ旅（どっか）に行こう。
  - ロンブーの怪傑!トリックスター
  - しょこ♥リータ
  - うぇぶたま3
  - ロケハン。
- GyaO
  - 溜池Now
- BeeTV
  - 週刊オトコ自身
  - AらぶBラブ